# Castello Borgia
Castello Borgia eller Rocca di Nepi er en borg fra 1500-tallet, der ligger i Nepi, i Viterboprovinsen, Italien. Den blev oprindeligt opført til Lucrezia Borgia. Borgen har en stor borggård omgivet af mure på alle sider med runde tårne i hvert hjørne.

## Historie
Borgen blev oprindeligt opført i 1100-tallet. I 1400-tallet blev den udvidet af kardinal Rodrigo Borgia (den senere Pave Alexander 6.) og blev givet til hans datter, Lucrezia. Borgia var guvernør af Nepi på dette tidspunkt. Borgen blev renoveret yderligere af Farnese-slægten i 1500-tallet.
Den blev ødelagt af Frankrig i 1798 og blev forladt til forfald.
I 1819 tegnede den rejsende J. M. W. Turner en skitse af ruinen. Denne skitse er i dag en del af den permanente samling på Tate Britain.